# Giovane Scuola
La Giovane Scuola (literalment Jove Escola) va ser el nom que se li va donar a un grup de compositors italians –principalment compositors d'òpera– que es va formar a Itàlia el 1890, la data de l'estrena mundial de Cavalleria Rusticana de Mascagni. El significat del terme va ser encunyat per indicar no tant una identitat d'estil i gust, sinó més aviat el fenomen de tota una generació de nous genis en el clima de renovada atenció sobre el melodrama que havia despertat tant poderosament Cavalleria.
Els representants més importants van ser Giacomo Puccini, Pietro Mascagni, Ruggero Leoncavallo, Umberto Giordano, Francesco Cilea, Antonio Smareglia, Benvenuto Coronaro, Alfredo Catalani i Alberto Franchetti. També Lorenzo Perosi en va formar part, encara que no va escriure més que música sacra. La Giovane Scuola no ha de confondre's amb el verisme, ja que només algunes obres dels compositors d'aquest grup pertanyerien a aquest moviment estètic. També van escriure òperes més convencionals, però les seves obres se solien centrar en «la cruesa de la vida» i l'efecte de la pobresa sobre la societat. Entre aquests autors i les seves obres hi ha algunes similituds i moltes diferències; i és precisament la definició de verisme que ens mostra algunes preferències en l'elecció dels temes.
L'apel·lació Giovane Scuola es va usar per primera vegada a la premsa i, tot seguit, va passar molt ràpidament al llenguatge comú. El moviment tenia la intenció de marcar una ruptura amb la tradició de l'òpera del segle xix, sobretot a partir del model fins aleshores dominant de la música de Verdi.
L'estrena de Cavalleria rusticana, a més d'inaugurar el verisme en l'òpera, va assenyalar el naixement d'un grup d'operistes conegut com a Giovane scuola, d'important potencial creatiu en la música italiana, però que no va arribar a constituir un moviment, per la seva heterogeneïtat. La Giovane Scuola, reunida entorn a l'editor Edoardo Sonzogno entre 1892 i 1896, va florir en un dels moments més revolucionaris de la història del llenguatge musical: en el camp de l'harmonia es van donar les transformacions de Debussy i els epígons de Wagner, fonamentalment Strauss i Mahler, al costat de les innovacions de Schönberg i Stravinski. Per això molts crítics dubten del presumpte verisme de la Giovane scuola, els llibrets comencen inspirant-se en Giovanni Verga per acabar en braços de Gabriele d'Annunzio, genuïnament decadentista.
Les propostes dramàtiques dels compositors reunits per Sonzogno van intentar connectar amb el gust del moment des de la posició de l'esquerra moderada que ell sostenia en els seus diaris, començant pel diari Il Secolo, un important diari fundat per Sonzogno el 1866 a Milà que era el més venut a Itàlia a cavall dels segles XIX i XX. En aquest context el trànsit de llibrets va oscil·lar d'uns compositors als altres, de vegades de mans del llibretista -Luigi Illica, Giuseppe Giacosa, Giovanni Targioni-Tozzetti-, de vegades de mans del mateix autor del text, que podia ser francès o italià. Veiem, per exemple, que Giacomo Puccini va cedir a Franchetti el llibret de Tosca, qui finalment el va tornar a Puccini, alhora que desestimava treballar sobre Andrea Chénier, que va acabar musicant Giordano.